# كريستيان دي ويت
كريستيان دي ويت (بالأفريقانية: Christiaan Rudolf De Wet) (و. 1854 – 1922 م) هو سياسي من دولة البرتقال الحرة .
وهو عضو في الحزب الوطني .

## التعليم
تعلم في جامعة ليدن.

## روابط خارجية
- كريستيان دي ويت على موقع الموسوعة البريطانية (الإنجليزية)